# Y Trianguli Australis
Y Trianguli Australis är en pulserande variabel av Mira Ceti-typ (M) i stjärnbilden Södra triangeln.
Stjärnan varierar mellan visuell magnitud +9,0 och ljussvagare än 14,3 med en period av 319 dygn.